# Ben Khéllil
Ben Khéllil (em árabe: بني خليل) é uma cidade e comuna localizada na província de Blida, Argélia. Segundo o censo de 2008, a população total da cidade era de 29 404 habitantes.